# Kribergite
La kribergite è un minerale.